# Tullow

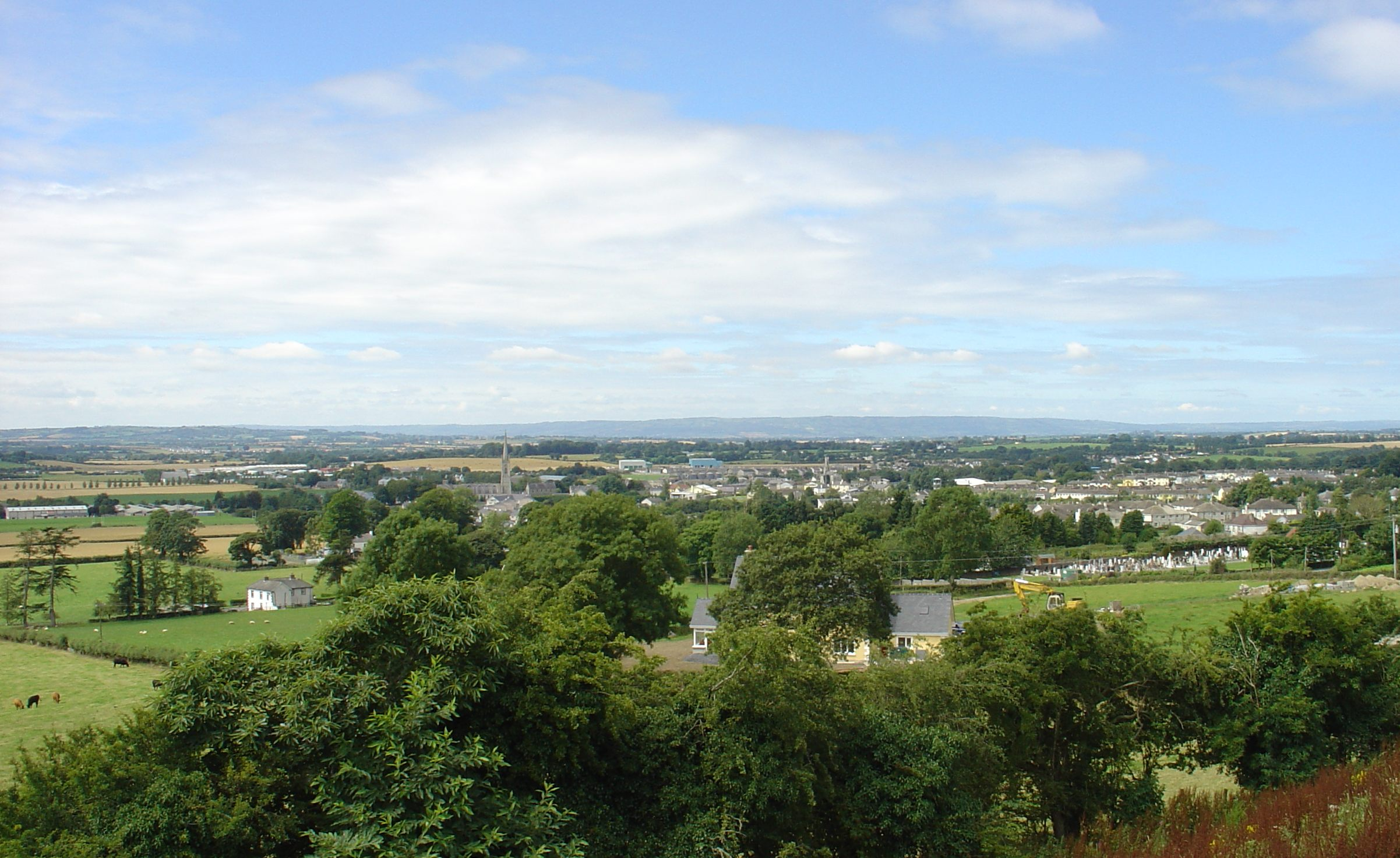
Tullow

Tullow (iriska: An Tulach) är den näst största orten i grevskapet Carlow i Republiken Irland. Tullow ligger på floden Slaney där vägen N81 går igenom. 
Samhället har 2 881 invånare (2006) på en yta av 3,40 km². Hela tätorten, inklusive delar utanför samhällets administrativa gräns, har 3 048 invånare (2006). Det totala administrativa närområdet, inklusive valdistrikten Tullow Urban och Tullow Rural, har 3 381 invånare (2006) på en yta av 17,31 km². 
Den 2 juli 1798 blev den katolska prästen John Murphy tagen av engelska styrkor och blev tillrättavisad på stadens torg för sin roll i iriska upproret. Idag har de rest en staty till minne av honom på samma plats.
I Tullow finns även ett museum med illustrationer av samhällets historia.